# Amadou Sanokho
Amadou Sanokho (Parigi, 1º settembre 1979) è un ex calciatore francese con cittadinanza maliana, di ruolo centrocampista.

## Carriera
Ha collezionato 25 presenze nella prima divisione greca.